# Ol (Einheit)
Ol oder Oll war ein Zählmaß in England und Dänemark. Gelegentlich findet der Zweitname Wall, Wahl Verwendung.
- England: 1 Ol = 80 Stück[1]
- Dänemark: 1 Oll = 80 Stück (für Eier und Heringe)[2]